# Slida
Slida (medicinsk term, från latin: vagina) är den nedersta delen av de kvinnliga inre könsorganen. Den utgör en hålighet med en öppning utåt mellan benen längst ned i bålen. Slidans övre begränsning är mot livmoderns nedersta del livmoderhalsen, och den övergår utåt i vulvan (samlingsnamn för de yttre könsorganen). 
Slidan omges av de båda klitorisklyftorna och är oftast i fokus i samband med åtminstone heterosexuella samlag (se vidare penetration). Vid den vaginala förlossningen sker födseln av barnet genom slidan. Även menstruationsblodet passerar genom slidan.

## Funktion

### Sexuellt umgänge
Slidan utgör förbindelsen mellan livmodern och omvärlden, och den har därmed stor betydelse för fortplantningen. Vid samlag mellan man och kvinna, där penis förs in i slidan, omsluter slidan penis. Vid mannens ejakulation avges sperma då ofta i slidan, och detta är oftast en förutsättning om målet med samlaget är sexuell befruktning. Många av spermierna vandrar därifrån in i livmodern, vilket kan leda till att ett ägg blir befruktat och att en graviditet påbörjas.   

### Förlossning
Normalt avslutas graviditeten vid förlossningen med att barnet passerar ut genom slidan. Alternativet är födsel genom kejsarsnitt, vilket kan ske när barnet har så kallad sätesbjudning eller det av annat skäl blir svårt eller riskfyllt att genomföra en normal vaginal förlossning.

### Menstruation
Vid menstruationer passerar blod som avges från livmoderslemhinnan ut genom slidan. Detta blod motsvarar den vävnad som under en graviditet bygger upp moderkakan, men utan en lyckad befruktning behövs den vävnaden inte för att livnära ett växande embryo.
Av praktiska skäl samlas i regel menstruationsblodet upp på vägen genom slidan innan menstruationsblodet rinner ut genom slidöppningen. Vanliga sätt att samla upp mensblodet är med menskopp, tampong eller binda. Den sistnämnda täcker slidöppningen,  medan de två andra samlar upp blodet i slidan. Ett trosskydd är som en binda, fast i mindre storlek och därför med mindre uppsugningsmöjlighet.

## Uppbyggnad

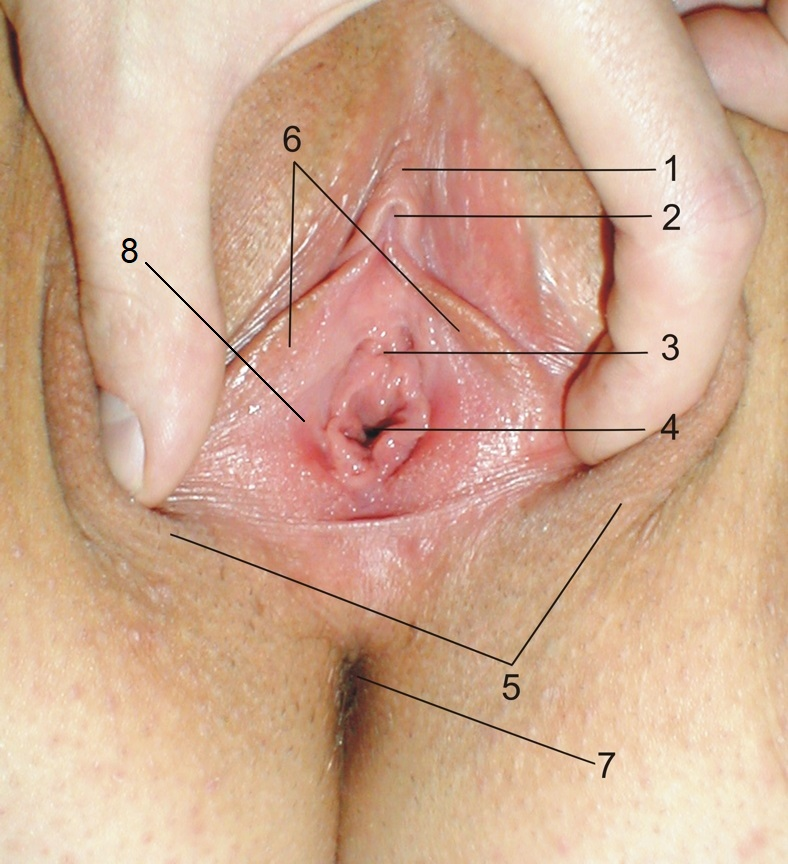
1. Klitorishuva
2. Klitorisollon
3. Urinrörsmynning
4. Slidmynning
5. Yttre blygdläppar
6. Inre blygdläppar
7. Anus

Slidans muskelväggar, bakre och främre, är beklädda med en veckad slemhinna, som ansluter till de yttre könsorganen, vilka börjar med förgården, vestibulum, som utgör gränsen mellan de inre och yttre könsorganen. Cirka en centimeter innanför öppningen finns hymen, en krans av slemhinneveck. Slidan är 8–9 cm djup med en, hos den mogna kvinnan, starkt veckad slemhinnekanal som vid sexuell retning erigerar och slätas ut. De bägge slidväggarna, som vid avslappnat läge vilar mot varandra, drar sig därmed ifrån varandra och öppnas mot förgården. Vid vaginalt samlag möjliggörs därmed att slidan kan omsluta penis eller en sexleksak. 
Flytningar är den vätska som bildas i slidan för att hålla den ren, denna är oftast helt vit och lite slemmig.

## Vid förlossning
De hormoner som är verksamma under förlossningsarbetet gör att slidan kan tänjas till barnhuvudets omfång för att sedan återgå till sin normalt slutna form med de bägge muskelväggarna vilande mot varandra. Denna återgång brukar ta 6-8 veckor, vilket också är ungefär den tid det tar för livmodern att fullt läka den såryta som uppstår efter moderkakans avgång. Under denna tid är kvinnans hormonspegel inställd på återställning av sitt underliv och på mjölkproduktionen. Slidan är under denna tid sämre på att producera det slem som behövs för att kunna genomföra samlag. 
Små ytliga sprickor i slidans slemhinna kan uppstå vid förlossning. Dessa brukar lämnas att läka utan att barnmorskan eller läkaren syr dem, eftersom de vanligen är läkta komplikationsfritt inom 2–3 dagar. Om det uppstår en spricka genom hela slemhinnans djup sys den samman med suturtråd som kroppen själv kan bryta ned. 

## Läkemedel
En del läkemedel kan ges via slidan, via gel, kräm, vagitorier (slidpiller) eller vaginalinlägg för depådosering. Det vanligaste vaginalinlägget är olika former av vaginalringar.

## Olika ord
Vagina är ett medicinskt ord. I vardagsspråket finns ett antal olika ord för det kvinnliga könsorganet (vaginan/vulvan). Dessa inkluderar slida, snippa (jämför pojkens snopp), fitta (jämför killens kuk; båda orden är starkt vardagliga) och fiffi.

## Sjukdomstillstånd
- Svampinfektion i underlivet
- Vaginism
- Vestibulit
- Herpes simplex
- Sexuellt överförbar infektion
- Klamydiainfektion
- Endokolpit (inflammation i slidan)[13]